# Новосамарка
Новосама́рка (перша назва села нім. Sophienthal, чеськ. Sofintal, потім Нова Свобода) — село Окнянської селищної громади Подільського району Одеської області України. Новосамарка розташована за 6 км на південний схід від центру громади. До залізничної станції Чубівка на лінії Одеса—Київ — 23 км. Селом проходить автошлях регіонального значення Р 33. Населення становить 1005 осіб.

## Історія
Село було засноване німецькими колоністами, а після їх еміграції у 1912 році заселено нащадками чеських побілогорських євангельських емігрантів з села Богемки, нині Миколаївської області, українцями і молдованами. Молдовське населення села за даними радянського перепису 1926 року складало 20 %', але у наш час поступово асимілюється. За даними перепису населення 2001 року, більшість населення Новосамарки вважають рідною українську мову (86,97 %), румунську вважали рідною — 7,66 % та російську — 3,08 %.

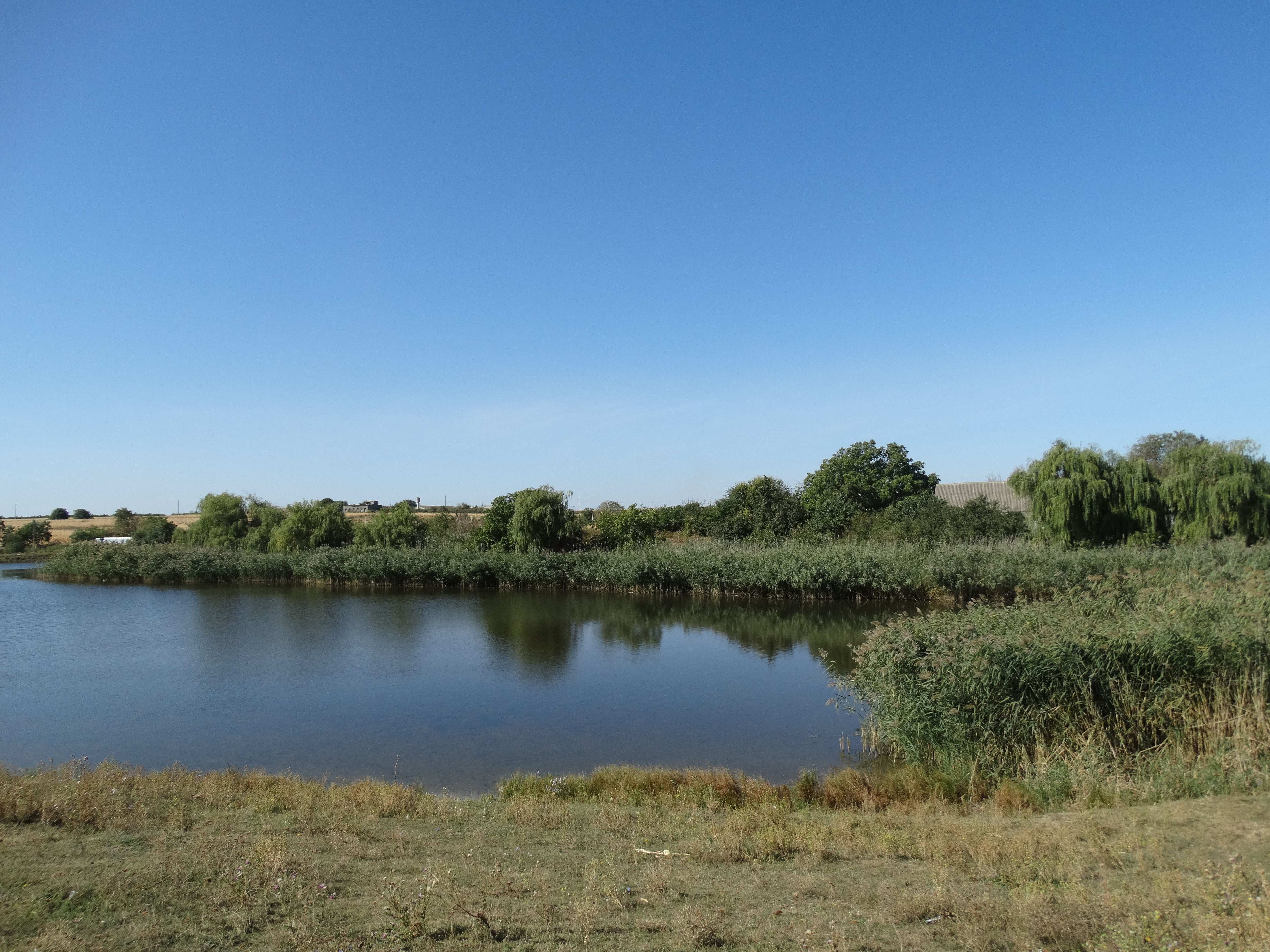
Другий став на річці Вижна

У селі Новосамарка бере початок річка Вижна, яка впадає в Сухий Ягорлик біля села Гулянка. У межах села на річці споруджено два стави.
Під час організованого радянською владою Голодомору 1932—1933 років померло щонайменше 7 жителів села.
У радянські часи діяв рільничо-тваринницький колгосп, що мав 5100 га земельних угідь, у тому числі 3400 га орної землі.
У селі діє Новосамарська загальноосвтіня школа І — ІІІ ступенів з українською мовою навчання. Станом на 2017 рік в школі було 175 учнів, яких навчали 16 учителів. Будинок культури, бібліотека.

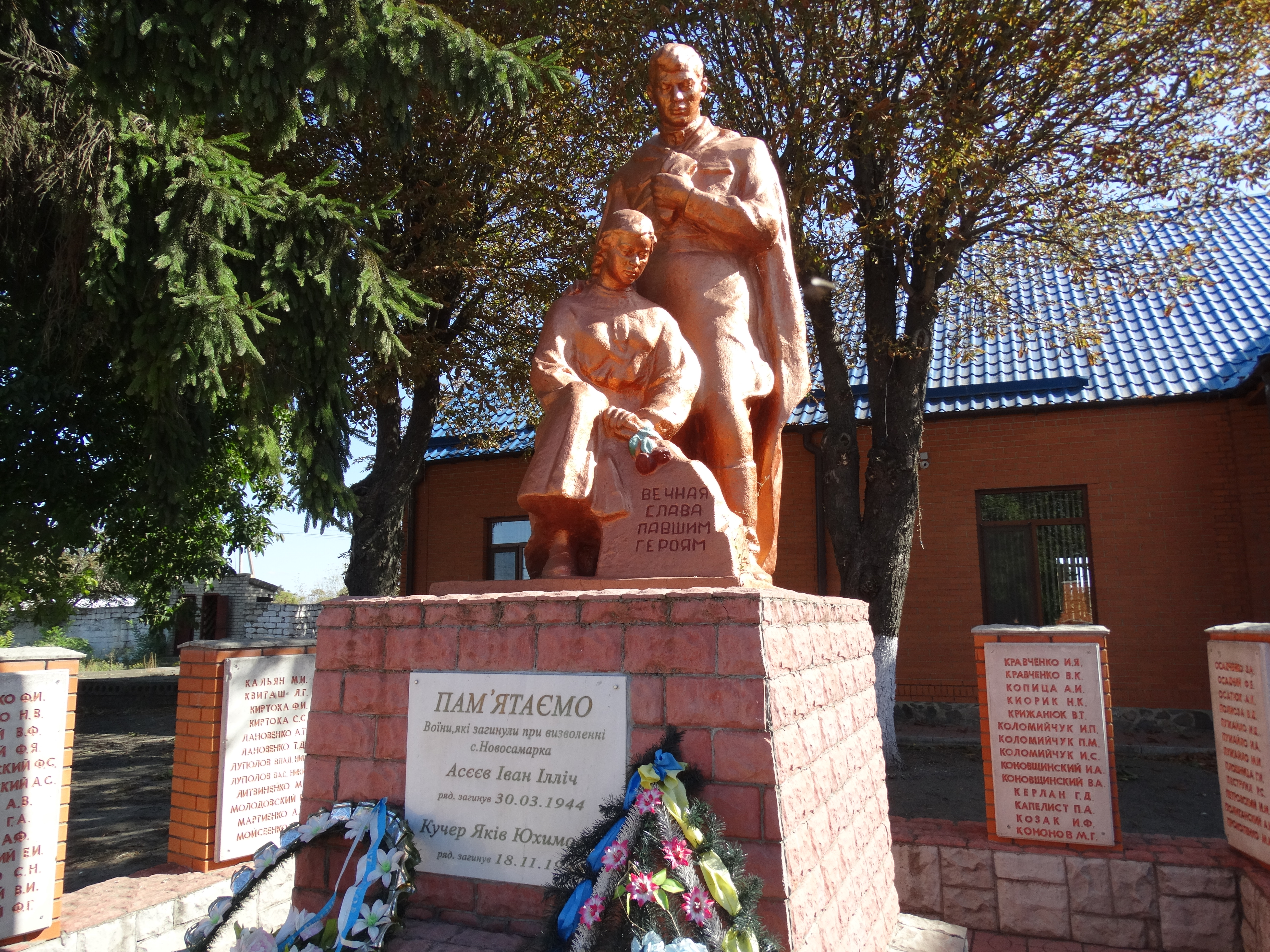
Монумент на могилі воїнів, що загинули при визволенні села

1958 року напроти сільради, поруч із правлінням колгоспу «Дружба» у селі споруджено монумент на могилі воїнів, що загинули при визволенні села:
- Асєєв Іван Ілліч
- Кучер Яків Юхимович

Пам'ятник-скульптура воїна і дівчини встановлені на постаменті. Скульптура виконана із залізобетону, меморіальна дошка — з мармуру.

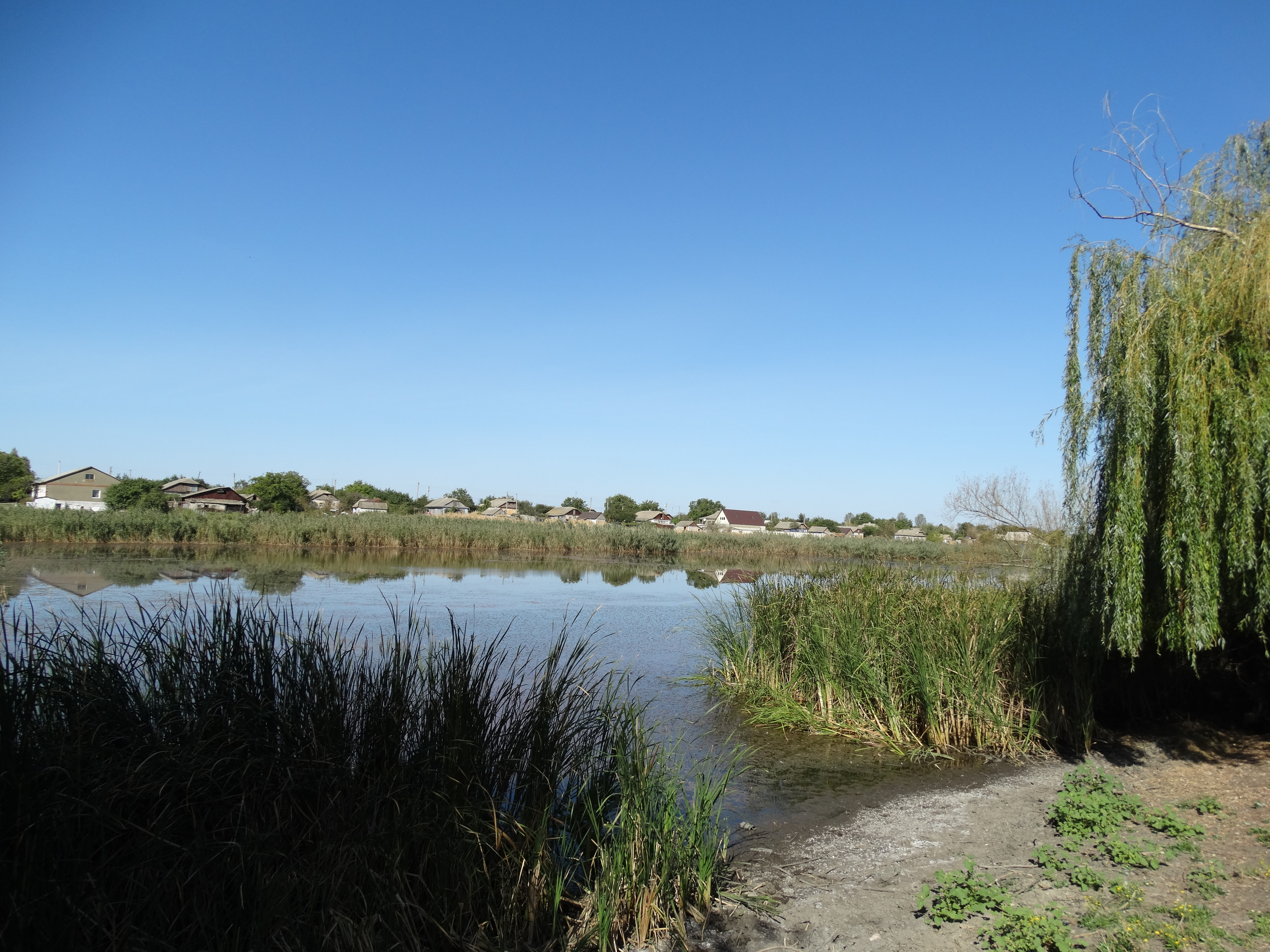
Один із двох ставів на річці Вижна

Село входить до Окнянської селищної громади. До 2018 року було центром Новосамарської сільської ради. Сільській раді підпорядковувались населені пункти: Новосамарка, Іванівка, Олександрівка.
12 червня 2020 року, відповідно до Розпорядження Кабінету Міністрів України від № 724-р «Про визначення адміністративних центрів та затвердження територій територіальних громад Одеської області», увійшло до складу Окнянської селищної громади.
19 липня 2020 року, в результаті адміністративно-територіальної реформи і ліквідації Окнянського району, село увійшло до складу новоутвореного Подільського району.

## Населення
Згідно з переписом УРСР 1989 року чисельність наявного населення села становила 1052 особи, з яких 474 чоловіки та 578 жінок.
За переписом населення України 2001 року в селі мешкало 1008 осіб.

### Мова
Розподіл населення за рідною мовою за даними перепису 2001 року:
| Мова       | Відсоток |
| ---------- | -------- |
| українська | 86,97 %  |
| румунська  | 7,66 %   |
| російська  | 3,08 %   |
| болгарська | 0,30 %   |
| білоруська | 0,10 %   |
| гагаузька  | 0,10 %   |
| інші       | 1,79 %   |